# Hydrichthys sarcotretis
Hydrichthys sarcotretis is een hydroïdpoliep uit de familie Hydrichthyidae. De poliep komt uit het geslacht Hydrichthys. Hydrichthys sarcotretis werd in 1913 voor het eerst wetenschappelijk beschreven door Jungersen. 